# مورتيمر كابلين
مورتيمر كابلين (بالإنجليزية: Mortimer Caplin) هو ضابط ومحامي أمريكي، (ولد في نيويورك في الولايات المتحدة 1916 – 2019 م).

## وصلات خارجية
- مورتيمر كابلين على موقع إن إن دي بي (الإنجليزية)